# Rubus baronicus
Rubus baronicus  (лат.) — вид двудольных растений рода Рубус (Rubus) семейства Розовые (Rosaceae). Впервые описан ботаником А. ван де Беком в 1984 году.

## Распространение и среда обитания
Известен из Нидерландов, запада Бельгии и севера Франции; согласно данным отдельных источников — эндемик Нидерландов, где он встречается в ряде общин в Северном Брабанте и Южной Голландии.
Растёт на песчаных суглинистых почвах в лесах.

## Ботаническое описание
Листья сложные, состоят из 3—5 листочков от широкоэллиптической до почти округлой формы, зубчатых по краям, часто сероватого оттенка в нижней части; верхняя часть листа густоопушённая, нижняя покрыта более мелкими редкими волосками.
Побеги покрыты шипами.
Соцветие цилиндрическое, покрытое мелкими шипами, несёт белые или ярко светло-розовые цветки с крупными лепестками от эллиптической до обратнояйцевидной формы.
Плоды опушённые.
Цветёт в июле и начале августа.
Близок видам Rubus macrophyllus, Rubus vestitus и Rubus taxandriae.